# La torre (1922)
La torre (1922) es el cuarto libro de Joaquín Cifuentes Sepúlveda (San Clemente, 1900 - Buenos Aires, 1929), poeta chileno identificado con la Generación literaria de 1920, a la que también pertenecieron Pablo Neruda, Romeo Murga, Alberto Rojas Jiménez, Armando Ulloa, Víctor Barberis, Rubén Azócar, Raimundo Echevarría y Larrazábal y Alejandro Vásquez Armijo, entre algunos otros. La obra, considerada por la crítica como lo más notable de la producción del autor, fue concebida durante su internamiento en la cárcel de Talca. Si bien no se indica en la portada, el volumen incluye también el libro “Las alas”, integrado por una colección de composiciones líricas escritas después de su liberación.

## Historia editorial
En 1921, la revista Juventud, órgano de difusión de la Federación de Estudiantes de Chile, dio noticia de la inminente aparición de La torre bajo el sello editorial de dicha publicación; además, anunció la próxima inclusión en sus páginas de un "Manifiesto" en el que Pablo Neruda "habla a sus compañeros de este grande poeta desgraciado". En un número posterior, se divulgó el poema "A los poetas de Chile", firmado por Neruda; por medio de sus versos, el autor anuncia el encarcelamiento de Cifuentes Sepúlveda y conmina a sus pares a pronunciarse en su favor y a luchar por su libertad: 
Joaquín Cifuentes Sepúlveda
(¿No es un verso este nombre por sí solo?)
está muriendo en una cárcel.
Ya va llegando al verso de su boca
la sangradora queja desgarrada
de desesperación y de agonía.
[...]
Compañeros,
los jueces lo mantienen encerrado
sin sol,
sin luz,
sin aire,
por un delito que no cometió.
Y aunque lo hubiera cometido. Era

un poeta. [...]
¡Si no hay jueces poetas que lo libren
haced que los poetas sean jueces!
Y Dios, sobre nosotros,
echará una mirada agradecida...
En ese mismo número, se publicaron las composiciones "Árboles", "Versos de la farándula", "Naturaleza" y "Abismo"; en el siguiente, apareció "La voz fuerte". En ambos casos, se insertó la leyenda “Del libro lírico La torre, en prensa en nuestras ediciones”.
En las páginas del periódico Claridad, también se ofrecieron adelantos del poemario de Cifuentes Sepúlveda; a finales de 1921, se insertó el poema "Los héroes" y, a mediados del año siguiente, se hizo lo propio con "Purificación". Algunos números después, ya con el volumen en circulación, se reprodujo la composición  "Calles del barrio..." (con el título "Hora"), así como un fragmento de "Cantos a la mujer abandonada" (con el título "Mujer abandonada").
La torre fue bien recibido por la crítica de su tiempo y mereció el aplauso de Neruda; no obstante lo anterior, el volumen no ha sido reeditado desde su publicación en 1922. A pesar de contar con algunos pocos estudios, queda pendiente el rescate y difusión de la obra de Cifuentes Sepúlveda, la cual, junto con la de otros escritores olvidados de su generación, "en buena medida, prefigura los caminos de la poesía chilena en las primeras décadas del siglo XX".

## Estructura
El libro está integrado por treinta y cuatro poemas; con excepción del primero, titulado “Por el camino de la vida”, están agrupados en las siguientes secciones: Torre de las aguas claras ("Naturaleza", "Paisajes", "El pueblo", "Árboles", "Una casita vieja"), Torre de las constelaciones ("Suave y eterna", "Camino", "Purificación", Torre de las tragedias ("Padre, "Poema desnudo", "Tragedia", "Hermano Domingo", "En esta luna...", "Mi casa"), Torre de los espectros ("Obsesión", "Versos del amor", "Abismo", "Noche", "Tenerla en los brazos"), Torre de los perfumes ("Llamado, "María Lidia", "El amor", "El recuerdo"), Torre de los cascabeles ("Locura", "Orfeón", "Versos de la farándula", "Cascabel", "Tarde") y Torre de los metales ("El apóstol", "El poeta", "Los héroes", "Laboradores del pan", "La voz del fuerte"). El volumen incluye una segunda colección de versos, intitulada “Las alas”, que consta de doce composiciones, distribuidas en cuatro secciones: Las alas ("Después de cinco años", "Circo en primavera", "Gris", "Palabras profundas" [dirigido a la escritora chilena Sara Hübner], "Canción", "El hijo", "Diafanidad"), Cantos a la mujer abandonada ("Cantos a la mujer abandonada"), Poemas en juerga ("Calles del barrio", "Me llevo a María", "Solano Castillo" y Perdóname, Señor... ("Perdóname, Señor...). Asimismo, se incluye una viñeta firmada por Orión, quien realizó el dibujo específicamente para el ilustrar la obra, según se advierte en el pie de página. 

## Recepción crítica
Con posterioridad a la publicación de La torre, aparecieron comentarios positivos en la prensa del momento. La obra fue reseñada por personajes destacados del medio intelectual chileno, tales como el escritor, periodista y crítico literario Raúl Silva Castro, quien afirmó que 
Cifuentes Sepúlveda con su nuevo libro se coloca en un lugar privilegiado entre los escritores de nuestra nueva generación, sucesora de otra que ya pide una superación efectiva. Gracias a La torre –que es la cárcel que oprimió cinco años su cuerpo y su espíritu– la obra de este joven poeta adquiere una significación real en nuestro medio, tendiente a la plenitud y a la perfección. [...]. Cifuentes Sepúlveda consigue ser uno en su verso y en su vida sin procesos de elaboración verbal ni rigores con la ciencia externa, manifestación de su íntimo tesoro. De un hombre así, lleno de madurez y de pensamiento, poseedor de una obra admirable a la edad que otros aún piensan en comenzar a hacer algo que viva y sobreviva –entreteniendo el cansancio decadente de sus ocios en los mesones de los bares ciudadanos–, se puede esperar con justa seguridad una plenitud artística llena de vigor y de entusiasmo. Vaya a Cifuentes Sepúlveda, una vez más, nuestra mano calurosa y optimista.
Tiempo después, el mismo autor aludió de nueva cuenta a La torre de manera encomiosa:
Joaquín Cifuentes Sepúlveda tiene en su vida un manadero trágico, una surgente torrentosa de poesía que le ha suscitado la gran mayoría de sus versos. Sus poemas son, como su vida, torturados y amargos hasta la desesperación que anudara tantas veces su voz estrangulándola en el sollozo impotente. Ha publicado ya varios libros, entre los cuales La torre, el último y más perfecto –Cifuentes Sepúlveda es un poeta que aún no cierra su ciclo de evolución–, representa acaso el hito postrero de aquella etapa terrible de su existencia pasada entre las paredes de una celda. Tiene nuevos poemas inéditos, en los cuales hemos podido notar fundamentales renovaciones en motivos y modos.
Por su parte, el escritor y crítico chileno Fernando García Oldini se refirió a La torre y a su autor en los siguientes términos:
No todas las gentes creen que el dolor sea lo sustancial de la suprema categoría estética; y muchos, en abierta y aun enconada contradicción con el Wilde del De Profundis, le niegan la calidad de máximo modelador del espíritu artístico. Nosotros creemos en la despiadada eficacia del dolor. Creemos que, por lo menos hasta hoy, el hombre debe a su áspera lanzada las manifestaciones culminantes de la Belleza... Si Cifuentes Sepúlveda no hubiera llevado en la sangre la incitación al canto, seguramente el dolor se la habría creado. [...] El poeta, con sus manos de artífice, cada día más diestras, labra cálices de oro fino. Los aplica al borde del rojo manantial, y los ofrece, severo y litúrgico, a los creyentes del lírico culto.

## Aspectos temáticos
Escrito en una mazmorra de la cárcel de Talca, La torre permite vislumbrar el dolor y la soledad de Cifuentes Sepúlveda, quien añora la contemplación plena de los paisajes naturales, los amaneceres y los atardeceres, mientras mira hacia el exterior detrás de los barrotes del muro. El autor recuerda las calles y edificios de su pueblo, así como a las mujeres y los amores perdidos, y lamenta la lejanía del hogar mientras espera 
Ser libre de vallas y bardas,
libre de siniestras amarras,
libre del hosco testimonio...
¡Del mundo, la carne y las garras
del demonio!
("El grito fuerte", fragmento)
Sobre el tono desgarrado de las composiciones que integran el libro, Raúl Silva Castro expresó: "Quien tome en sus manos La torre, su mejor libro, y sepa que fue escrito en la semi oscuridad de una celda, sentirá que el corazón se le encoge. Cifuentes Sepúlveda era poeta, y allí lo probó."
En los poemas que corresponden al libro Las alas, el autor canta a su recién recobrada libertad; sin embargo, sus creaciones conservan el tono melancólico y adolorido que distingue a sus composiciones de la prisión, como se advierte en "Después de cinco años...":
Pueblo, pueblo...
¡Pueblo del hogar llorado
vuelvo al fin!
Vengo estrangulado...
Soy otro Joaquín.
[...]
Para que te mire con pupilas tristes,
espantadas de cristales negros,
tengo las dos órbitas profundas y grises...
¡Estoy ciego!
Pueblo, pueblo, vuelvo al fin.
Las casas me llaman, tienen voces
–¡Joaquín, Joaquín!–
Pero tú te callas.
Ya no me conoces...
¡Me voy a morir!
("Cinco años después...", fragmento)